# 法塞提宮

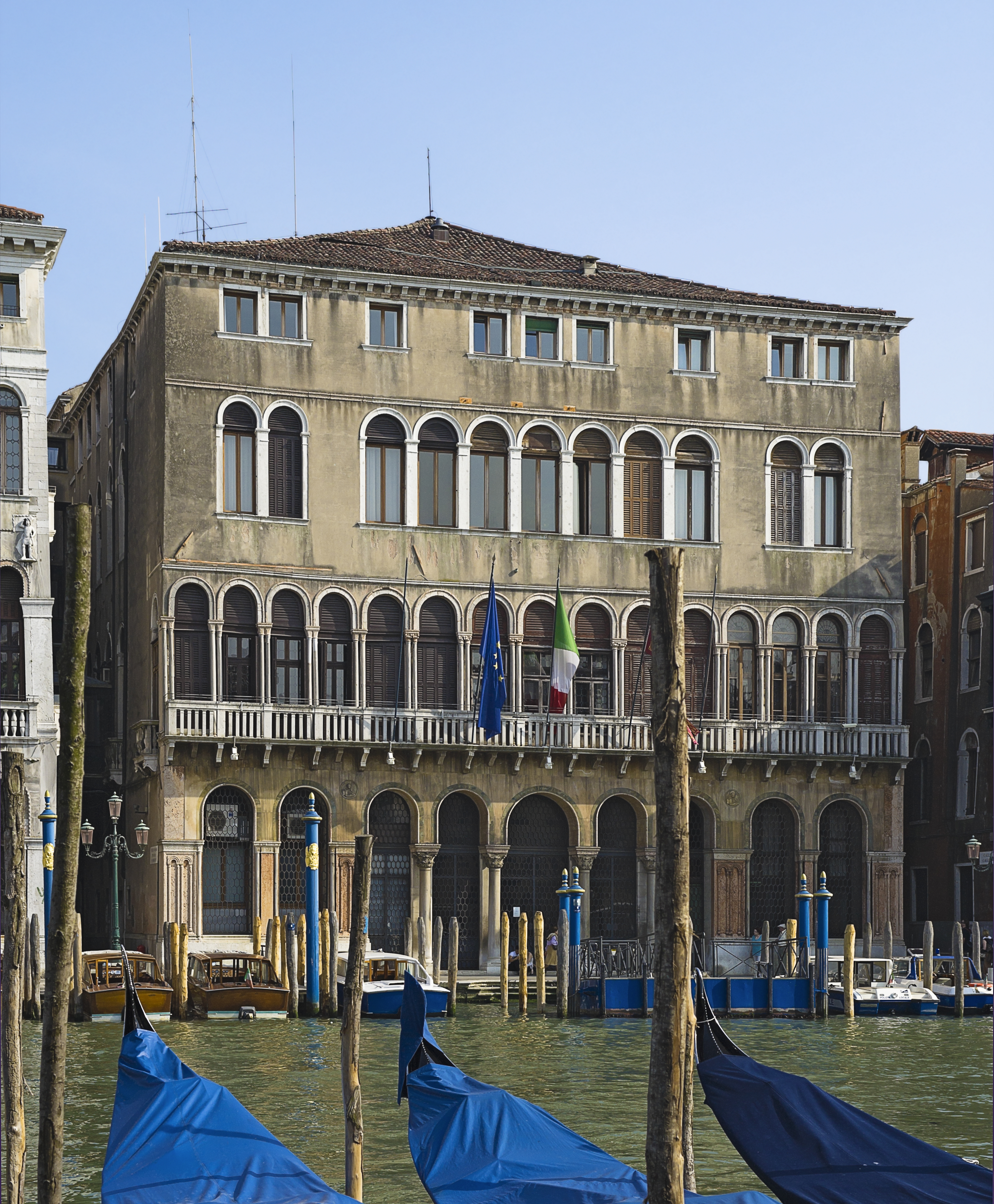
法塞提宮

法塞提宮是一座位於義大利北部城市威尼斯的宮殿建築，位於聖馬可區，面向大運河，距里阿爾托橋不遠。法塞提宮始建於13世紀，在1524年因大火受损。此後該建築進行了擴建。